# Apion rubiginosum

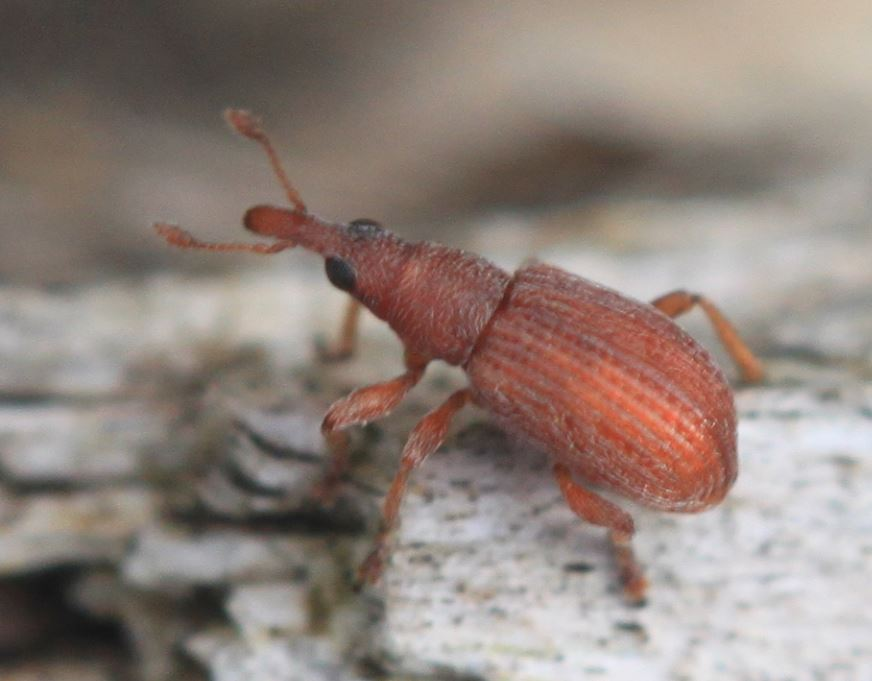
Apion cf. rubiginosum

Apion rubiginosum ist ein Käfer aus der Familie der Brentidae, Unterfamilie Apioninae, die in die Verwandtschaft der Rüsselkäfer gehört.

## Merkmale
Die Käfer sind 2,5–3,2 mm lang. Ihr roter Körper ist von kurzen weißen Härchen bedeckt. Im Gegensatz zu A. haematodes ist der Rüssel von der Seite betrachtet fast gerade, seine Unterseite an der Basis nur schwach gewinkelt. Bei den Männchen sind Rüssel und Halsschild etwa gleich lang, während bei den Weibchen der Rüssel verhältnismäßig länger ist und außerdem noch glänzender ist als beim Männchen. Der Halsschild ist kaum breiter als lang. Außerdem sind die Halsschildseiten annähernd parallel. Die Flügeldecken weisen eine leichte dorsale Abflachung auf.

## Ähnliche Arten
- Apion cruentatum – die Schläfen unterscheiden sich[2]
- Apion frumentarium – deutlich größer
- Apion haematodes – gekrümmter Rüssel
- Apion rubens – schlanker; länglicher und deutlicher behaart[2]

## Verbreitung
Die Art ist in Europa weit verbreitet. Im Norden reicht das Vorkommen bis nach Fennoskandinavien und nach Mittelengland und Wales. Im Süden reicht das Verbreitungsgebiet bis nach Nordafrika, im Osten bis nach Zentralasien.

## Lebensweise
Die Käfer beobachtet man von April bis Oktober. Sie nutzen als Wirtspflanze den Kleinen Sauerampfer (Rumex acetosella). Die weißen Käferlarven entwickeln sich in dessen Wurzeln und verursachen dabei Verdickungen, so genannte Pflanzengallen. Die Verpuppung findet innerhalb der Wurzeln statt.

## Gefährdung
Die Art gilt in Deutschland als ungefährdet.

## Taxonomie
In der Literatur finden sich folgende Synonyme:
- Apion sanguineum auct. nec (De Geer, 1775)
- Apion rufum Solari & Solari, 1905